# Достоевский, Александр Андреевич
Алекса́ндр Андре́евич Достое́вский (3 [15] февраля 1857, Елизаветград — 6 [18] октября 1894, Санкт-Петербург) — российский учёный-гистолог. Сын Андрея Михайловича Достоевского, старший брат Андрея Андреевича Достоевского, племянник писателя Фёдора Михайловича Достоевского.

## Биография
Окончил Ярославскую гимназию (1876) и Петербургскую Медико-хирургическую академию (1881).
С 1884 года — доктор медицины (диссертация «Материалы для микроскопической анатомии надпочечных желез»). В 1885 году был командирован за границу, где занимался главным образом у Вальдейера в Берлине. Затем работал прозектором на кафедре гистологии в Императорской Военно-медицинской академии, с 1888 г. приват-доцент. Опубликовал в журнале «Archive für mikroskopische Anatomie» статьи «О строении телец Грандри» (нем. Über den Bau der Graudryschen Körperchen; т.26), «О строении передней доли гипофиза» (нем. Über den Bau der Vorderlappen des Hirnanhanges; т. 26) и «О строении ресничного тела и радужной оболочки у млекопитающих» (нем. Über den Bau des Corpus ciliare und der Iris von Säugetieren; т. 28).
А. А. Достоевский часто бывал в доме Фёдора Михайловича Достоевского, который подарил ему 13 декабря 1879 года новое издание «Униженных и оскорблённых», сопроводив надписью: «Любезному племяннику Александру Андреевичу от любящего его дяди».
Скончался от прогрессивного паралича. Похоронен на Смоленском православном кладбище, рядом с могилами отца — Андрея Михайловича и брата — Андрея Андреевича Достоевских. Могилы сохранились и были капитально отремонтированы в 2006 году к 500-летию рода Достоевских.